# ARD Digital

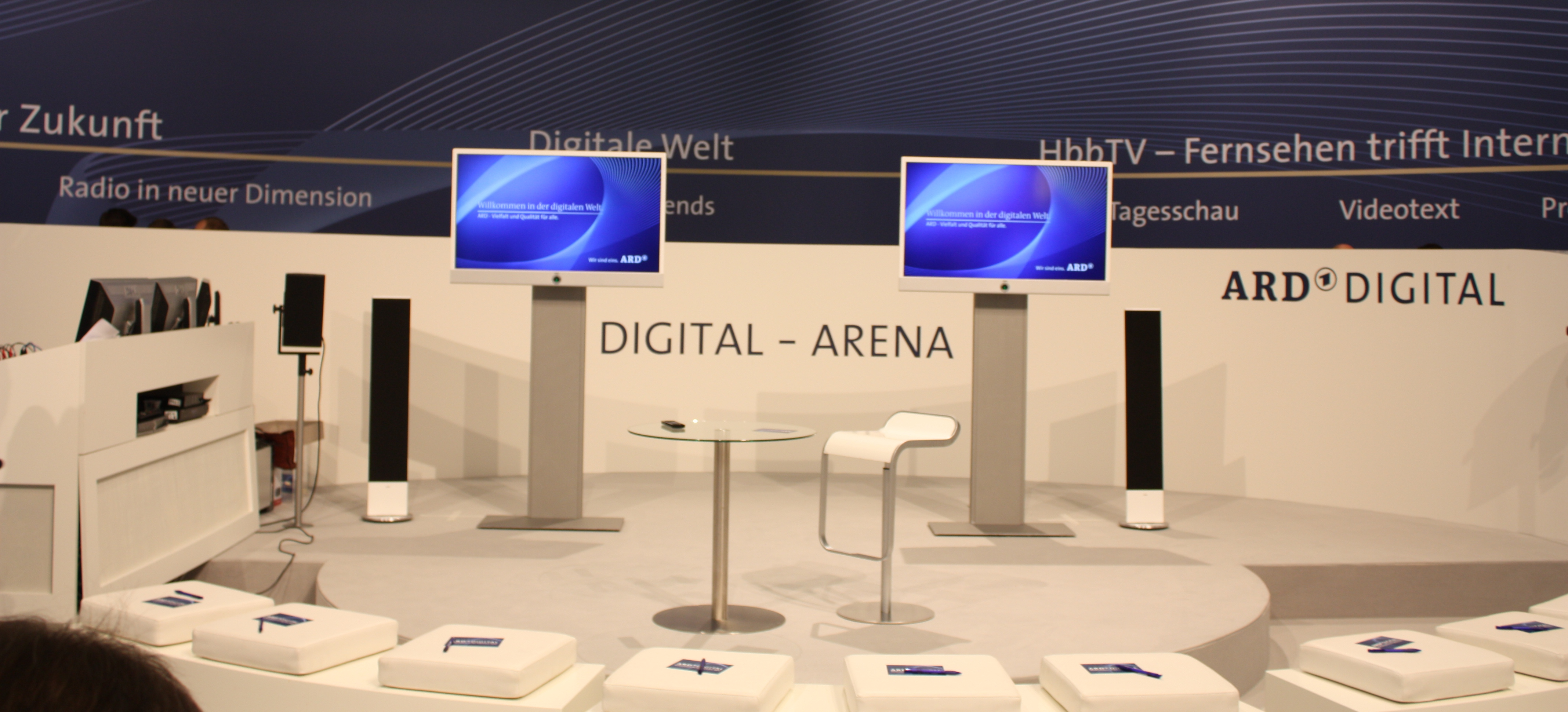
Prezentacja ARD Digital na Internationale Funkausstellung w Berlinie

ARD Digital - istniejąca od 1997 platforma cyfrowa niemieckiego nadawca publicznego ARD. Jest nadawana przez DVB-S, DVB-C, DVB-T i DVB-IPTV. Platforma ARD zawiera stacje telewizyjne (także w wersji HD) oraz radiowe i usługi dodatkowe jak EPG (Electronic Programme Guide), HbbTV i ARD-Text w wersji HbbTV.
Usługi satelitarne i IPTV zapewniają pełen pakiet, podczas gdy sieci kablowe transmitują większość lub całość treści. Natomiast DVB-T nadaje tylko wybrane kanały telewizyjne i całkowicie wyklucza stacje radiowe.
W skład pakietu wchodzą kanały:
| - Das Erste - One - tagesschau24 - 3sat - Arte - Phoenix - Kika - ARD-alpha | Trzecie programy (z wersjami lokalnymi): - Bayerisches Fernsehen - hr-fernsehen - MDR Fernsehen - NDR Fernsehen / Radio Bremen TV - rbb Fernsehen - SWR Fernsehen / SR Fernsehen - WDR Fernsehen |

oraz prawie wszystkie stacje radiowe ARD:
- Deutschlandradio: Deutschlandfunk, Deutschlandradio Kultur, DRadio Wissen
- BR: Bayern 1, Bayern 2, Bayern 3, BR-Klassik, B5 aktuell, B5 plus, Bayern plus, Puls
- HR: hr1, hr2-kultur, hr3, hr4, hr-info, You FM
- MDR: MDR 1 Radio Sachsen, MDR Sachsen-Anhalt, MDR Thüringen, MDR Info, MDR Figaro, MDR Sputnik, MDR Jump, MDR Klassik
- NDR: NDR 90,3, NDR 1 Radio MV, NDR 1 Niedersachsen, NDR 1 Welle Nord, NDR 2, NDR Kultur, NDR Info, NDR Info Spezial, N-Joy, NDR Blue
- Radio Bremen: Bremen Eins, Bremen Vier, Nordwestradio
- RBB: Radio Eins, Inforadio, Kulturradio, Fritz, Antenne Brandenburg, Radio Berlin 88,8
- SR: SR 1 Europawelle, SR 2 Kulturradio, SR 3 Saarlandwelle
- SWR: SWR1 Baden-Württemberg, SWR1 Rheinland-Pfalz, SWR2, SWR3, SWR4 Baden-Württemberg, SWR4 Rheinland-Pfalz, DASDING, SWRinfo
- WDR: 1 Live, 1 Live diggi, WDR 2, WDR 3, WDR 4, WDR 5, KIRAKA, WDR Event, Funkhaus Europa